# Evynnis japonica
Evynnis japonica är en fiskart som beskrevs av Tanaka, 1931. Evynnis japonica ingår i släktet Evynnis och familjen havsrudefiskar. Inga underarter finns listade i Catalogue of Life.